# Крадљивац срца
Крадљивац срца (шп. Ladrón de corazones) мексичко-америчка је теленовела, продукцијске куће Телемундо, снимана 2003.
У Србији је емитована од 2010. до 2012. на локалним телевизијама. Током 2013. и 2014. серија је приказивана и на кабловском каналу Пинк соуп.

## Синопсис
Крадљивац срца је теленовела препуна страсти, акције и драме која прича причу о љубави између Густава Веласка, лопова из обавезе, и Веронике Веге, тајне полицајке. Судбина их спаја како би уништили групу криминалаца која је одговорна за смрт Густавовог оца. Оно што нико не сумња је да је Антонио Вега, Вероникин отац, прави убица Густавовог оца и умешан у групу криминалаца коју они желе уништити. Он је немилосрдан и амбициозан човек чији је највећи животни циљ покретање акомулације моћи. Живи двоструки живот, с једне стране је уважен пословни човек, бивши полицајац и добар отац. С друге, вођа је најопасније организације мафијаша у земљи којом управља под плаштом анонимности.
Прича почиње Густавовим повратком у Мексико, након десет година одсуства, у потрази за осветом смрти свога оца. Покушава да заштити свог кума Ферејра, који ускоро треба бити пуштен из затвора. Са своје стране, бригада Омега намерава пратити Ферејрине кораке по изласку из затвора, јер су сигурни да ће их то довести до највеће организације наркотрафиканата. Тада Вероника упознаје Густава мислећи да је он увучен у групу мафијаша за којом њена бригада трага.
Нешто касније, Густаво тражећи информације приближава се Вероники која у том тренутку глуми проститутку при обављању тајног полицијског задатка. Упркос околностима, Вероника осети снажну привлачност према Густаву, док је с друге стране испуњена конфликтом супротних емоција јер ниједан мушкарац није могао да гледа толико дубоко кроз њу као Густаво. Касније он бива ухапшен од стране бригаде, и то од стране саме Веронике. Време које проводе током испитивања проузрокује велики утицај на обоје.
За Веронику је све са сигурношћу покварено: њено будуће венчање са Естебаном, сигурност њених осећања, рутинска сентиментална хладноћа коју је увек осећала. Њена егзистенција пати колапс када почиње да осећа да је Густаво човек њеног живота, да тај човек, пре свега један криминалац, види у њој ствари које нико никада видео није, који јој узрокује емотивни хаос, који је разоружава, и на крају крајева чини је да се осећа комплетном женом.
Са своје стране, привлачност коју Густаво осећа према овој жени, која је пре свега полицајац, толико је велика да заборавља на обећање да се не обавезује прем ниједној жени. Осећа да је способан на све због ње, да је учини у потпуности вољеном и комплетном, да жели да је има у свом животу заувек.
Густаво и Вероника се заљубљују без обзира на све препреке којима се суочавају. Може ли ово двоје младих људи, чији су животи тотално супротни, живети заједно и бити срећни?

## Улоге
| Глумац:               | Улога:           |
| --------------------- | ---------------- |
| Лорена Рохас          | Вероника Вега    |
| Маноло Кардона        | Густаво Веласко  |
| Умберто Зурита        | Антонио Вега     |
| Роберто Матеос        | Естебан          |
| Фабиола Кампоманес    | Инес             |
| Раул Ариета           | Фројлан          |
| Роберто Медина        | Анселмо          |
| Тереса Тусио          | Сусан            |
| Марисол дел Олмо      | Марсела          |
| Марко Антонио Тревино | Матео            |
| Серхио Очоа           | Тарта            |
| Венди де лос Кобос    | Марија           |
| Арон Беас             | Габријел         |
| Марисол Центено       | Клаудија         |
| Данијела Боланос      | Нанси            |
| Клаудија Лобо         | Селија           |
| Алваро Гереро         | Чепе             |
| Марсело Букет         | Патрисио Бенитес |
| Алберто Гера          | Тони             |